# 1924年の政治
1924年の政治（1924ねんのせいじ）では、1924年（大正13年）の政治分野に関する出来事について記述する。

## できごと

### 1月
- 1月7日 - 清浦内閣成立。

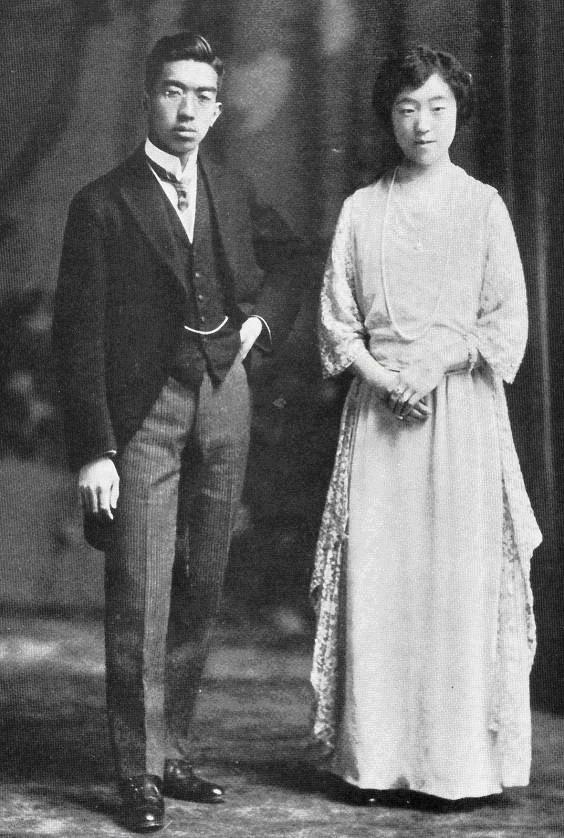
成婚直後の皇太子裕仁親王と良子女王

  - 加藤高明憲政会、犬養毅革新倶楽部両党首、清浦内閣を「政党政治否定」として倒閣運動（第二次護憲運動）開始。
- 1月15日 - 高橋是清立憲政友会総裁、清浦内閣倒閣を決断。
- 1月16日 - 床次竹二郎、山本達雄ら清浦内閣支持派が政友会を脱党、分裂。
- 1月18日 - 三浦梧楼の斡旋で、加藤、犬養、高橋の三党首が会談。護憲三派の結成と政党内閣確立で協力を約束。
- 1月20日 - 中国国民党全国代表大会で連ソ・容共・扶助工農を採択（第一次国共合作）。
- 1月21日 - ウラジーミル・レーニン死去。
- 1月22日 - イギリスでマクドナルド内閣成立（労働党が組織した最初の内閣）。
- 1月26日 - 摂政裕仁親王と久邇宮良子女王が成婚。
- 1月27日 - スターリンが中心となってレーニンの葬儀が挙行される。トロツキーは参列できず。
- 1月29日 - 政友本党結成（総裁、床次竹二郎）。
- 1月31日
  - 衆議院に暴漢が3人乱入し議場が混乱する。
  - 清浦内閣、衆議院を解散。

### 2月
- 2月1日 - 英国がソビエト政権を承認。
- 2月3日 - ウッドロー・ウィルソン米前大統領死去。
- 2月7日 - イタリアがソビエト政権を承認。
- 2月26日 - 独、ミュンヘン一揆の裁判開始。

### 3月
- 3月3日 - トルコ、カリフ制を廃止。

### 4月

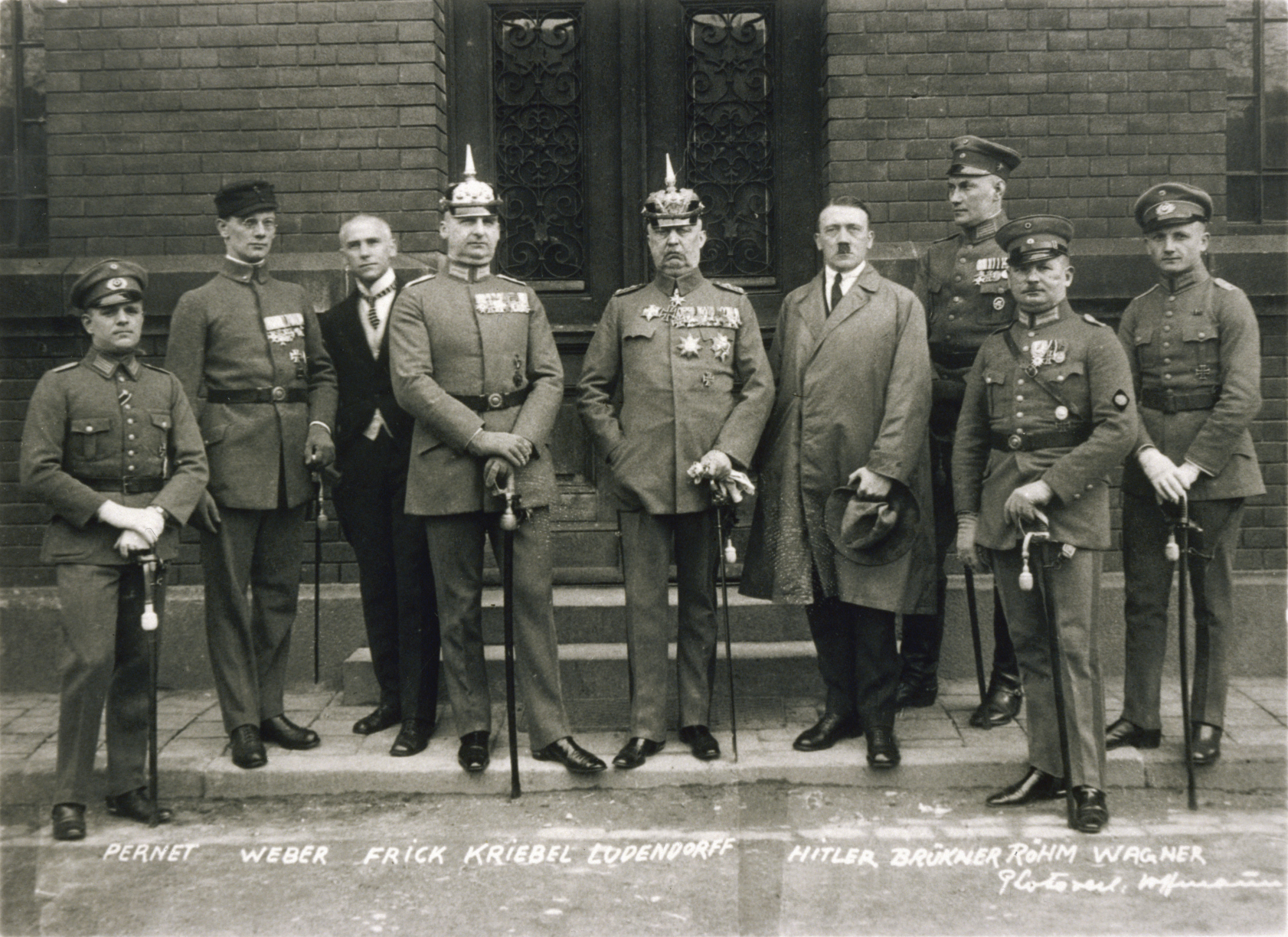
ミュンヘン一揆裁判の被告達。左からペーナー、ウェーバー、ヴィルヘルム・フリック、クリーベル、エーリヒ・ルーデンドルフ、アドルフ・ヒトラー、ブリュックナー、エルンスト・レーム、ロベルト・ウェゲナー（1924年4月1日、ハインリヒ・ホフマン撮影）

- 4月1日 - 独、ミュンヘン一揆に関する裁判でヒトラーら4人に有罪判決。ルーデンドルフは無罪。
- 4月5日 - イタリア総選挙。ファシスト党が勝利

### 5月
- 5月4日 - ドイツ総選挙。

第15回衆議院議員総選挙の結果

- 5月10日 - 第15回衆議院議員総選挙。
- 5月26日 - 米国で排日条項を含む移民法が成立。日本人の移民が全面禁止される（排日移民法）。

### 6月
- 6月7日 - 清浦内閣総辞職。
- 6月11日 - 加藤高明内閣成立。
- 6月25日 - 第49特別議会召集。

### 8月
- 8月16日 - ドイツ賠償問題に関するドーズ案成立。

### 10月
- 10月3日 - ヒジャーズ王国で国王フサインが退位。
- 10月28日 - フランスがソビエト政権を承認。

### 11月
- 11月3日 - 奉直戦争で奉天派軍閥の張作霖が直隷派を破る。
- 11月26日 - モンゴル人民共和国成立。
- 11月28日 - 孫文、神戸市で大アジア主義講演。

### 12月
- 12月7日 - ドイツ、総選挙。
- 12月20日 - ヒトラー、ランツベルク刑務所から仮出獄。
- 12月24日 - 第50議会召集。